# Márokföld
Márokföld község Zala vármegyében, a Lenti járásban.

## Fekvése
A kisközség a magyar–szlovén határ közelében, Lentitől 17 kilométerre északnyugati irányban található. Csesztregtől a 86-os főútra van összeköttetése a határ mentén húzódó, 7423-as úton. A Nemesnép-Kebeleszentmárton (Kobilje) határátkelőhelytől 3 kilométerre helyezkedik el.

## Története
Nevét 1345-ben említik először, possessio Markfeulde névalakban. Első tagja a Márk személynevet hordozza, a mássalhangzó torlódás feloldozása miatt az „o” hangzó közbeiktatásával. Utótagja a Márk tulajdonában lévő birtokra, földre utal. Márk tiszteltére emelt temploma volt a névadó.
Kezdetben, a 14. században a Rezneki családé volt, Zsigmond király azonban 1403-ban az Egerváriaknak ajándékozza. I. Ulászló egyik utolsó parancsával 1444-ben a Gersei Pető család nyeri el a birtokot. A possessio egy része párhuzamosan az alsólendvai nagyurak, a Bánffy család tagjai kezén volt. Ez a család 1644-ben férfi ágon kihalt, így felesége révén Nádasdy Ferenc foglalhatta el a birtokot. A Bánffyak engedték, a Nádasdyak pedig támogatták a reformációt. Az itteniek hitüket kálvinista nyakassággal akkor is megtartották, amikor az igen erőteljesen az ellenreformáció pártján álló és harcosan katolizáló Eszterházyak szerzik meg a falut. A lakosság túlnyomó többsége ma is református vallású.
1930-ban 230 lakosa volt, posta és távirda Szentgyörgyvölgyön található. Területe 1293 kataszteri hold, lakásainak száma 62 volt. A trianoni határ meghúzása, majd a különösen az ötvenes években a kemény határsáv őrzés az itteni fejlődést súlyosan lefékezte.
A gyerekek Csesztregre járnak jelenleg iskolába és óvodába. Az egészségügyi szolgáltatásokat Szentgyörgyvölgyön biztosítják számukra. A közösségi rendezvényeket a falu kultúrházában tartják. Az infrastrukturális fejlettség a közösségi viszonyok közt jó.
Lakossága a nyolcvanas évektől kezdve rohamosan csökkent, ám ez a gyors csökkenés a betelepüléseknek köszönhetően 1996-ban megállt. Az önkormányzati rendszer megszervezésekor, a rendszerváltás után Márokföld önálló önkormányzattá alakult,  jelenleg Csesztregi Közös Hivatalhoz tartozik.

## Közélete

### Polgármesterei
- 1990–1994: Magyar Kálmán (FKgP)[3]
- 1994–1998: Magyar Kálmán (FKgP)[4]
- 1998–2002: Magyar Kálmán (FKgP)[5]
- 2002–2006: Magyar Kálmán (független)[6]
- 2006–2010: Magyar Kálmán (független)[7]
- 2010–2014: Szabó István László (független)[8]
- 2014–2019: Szabó István László (független)[9]
- 2019–2024: Szabó István László (független)[10]
- 2024– : Dr. Gaál Noémi (független)[1]

## Népesség
A település népességének változása:
| Lakosok száma | 43   | 43   | 47   | 45   | 55   | 56   | 62   |
|               | 2013 | 2014 | 2015 | 2021 | 2022 | 2023 | 2024 |

A 2011-es népszámlálás idején a nemzetiségi megoszlás a következő volt: magyar 85,4%, német 8,3%. A lakosok 20,9%-a római katolikusnak, 51,2% reformátusnak vallotta magát (20,9% nem nyilatkozott).
2022-ben a lakosság 90,9%-a vallotta magát magyarnak, 5,5% görögnek, 3,6% szerbnek, 5,5% egyéb, nem hazai nemzetiségűnek (3,6% nem nyilatkozott; a kettős identitások miatt a végösszeg nagyobb lehet 100%-nál). Vallásuk szerint 29,1% volt római katolikus, 9,1% evangélikus, 7,3% református, 5,5% egyéb keresztény, 14,5% felekezeten kívüli (34,5% nem válaszolt).

## Nevezetességei
Az egykor szebb napokat látott településen pár tucat régi ház látható, közülük néhány tornácos lakás. Ezek, és egy ma is használatban lévő, elektromosan működtetett református harangláb mellett vezet az út Szentgyörgyvölgyre.
A faluházban három darab kétágyas szoba várja a turistákat, nagycsaládos és kisebb csoportos üdültetésre. Az erdőszélen szalonnasütőhely és esőbeálló házikó várja a turistákat.
A községben kalandpark, jurtatábor és íjászpálya is üzemel.